# Alone (岡本真夜の曲)
「Alone」（アローン）は、岡本真夜の3作目のシングル。1996年11月5日に発売された。発売元は徳間ジャパンコミュニケーションズ。

## 背景
岡本はデビュー以前からバラードを志望しシンガー・ソングライターを目指していたため、本人にとって『Alone』は念願の形でのリリースだった。本人は後に、「『Alone』をリリースしてから数え切れないくらいのファンレターをいただき、シンガー・ソングライターとしてやっと認められたと安堵しました。私にとっては、『Alone』が本当のデビュー曲という感覚です」と述懐している。
サビの「ぎゅっと誰か抱きしめて」という歌詞の部分は、「上京して華やかな世界で色んな人間関係とかで一番悩んでいた時期に出てきた言葉だった」であり、その当時のつらいことが思い出されて大変だったと語っている。また、レコーディング時はその人間関係に巻き込まれている渦中にいたため、最初は泣いてしまい歌うことが出来ず、スタッフがじっと泣き止むのを待っていたような状況だったと振り返っている。

## シングルレコード
2024年11月3日には、″レコードの日 2024 対象商品″ の1作として、7インチシングルレコードが発売された。B面には特別に、1997年11月にリリースされた6作目のシングル「サヨナラ」が選曲された。

## 収録曲
全曲 作詞・作曲：岡本真夜 / 編曲：十川知司
1. Alone（5:38）
2. もっと笑ってよ（3:28）
  - 大塚ビバレッジ ″MATCH″ CMソング[5]
3. Alone（カラオケ）（5:38）
4. もっと笑ってよ（カラオケ）（3:28）

## ヴァージョン変遷
- 2000年5月31日に発売された初のベストアルバム「RISE 1」初回限定盤に「Alone ～AOR Version～」として収録された（12cmCD【DISC-2】）との2枚組仕様）[6]。
- 2009年5月27日に発売されたアカペラ・アルバム『Crystal Scenery II』に、装いを変えてアカペラ・ヴァージョンとして収録[7]。
- クレンチ&ブリスタとのコラボレーションで、当楽曲のヒップホップヴァージョンとして収録[8]。2009年7月8日にシングルカットされた。

## カバー
- SATOMI'（2007年） - カバー・アルバム『SINGS 〜Winter Luv〜』でカバー。
- 倖田來未（2012年12月26日） - 54枚目のシングル『恋しくて』に収録。
- 井上昌己（2013年3月13日） - アルバム『回想録〜Calling 90's〜』に収録。
- Tiara（2014年2月12日） - アルバム『Girl～Tiara Love Song Covers～』に収録。
- Ms.OOJA（2014年11月26日） - アルバム『WOMAN 2 〜Love Song Covers〜』に収録。